# Nudo femminile nella fotografia

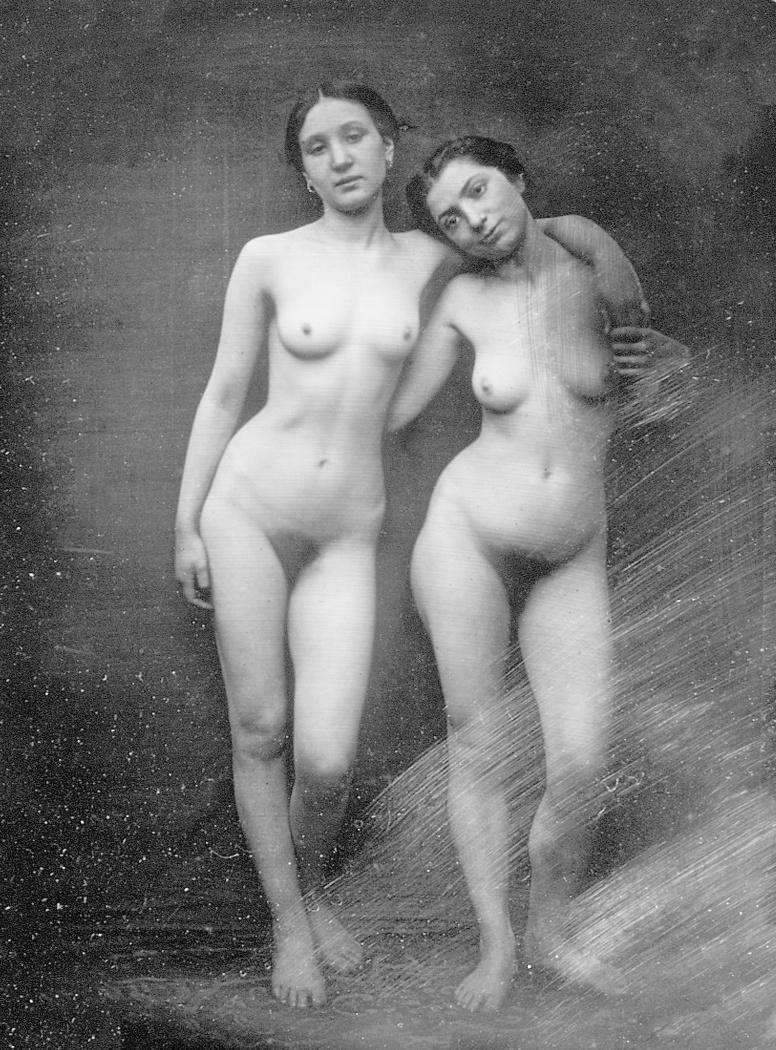
Dagherrotipo di Felix Jacques Moulin (circa 1850)

Il nudo femminile nella fotografia è una forma di ritratto fotografico avente come soggetto una modella nuda. Questo tipo di fotografia si è affermata immediatamente dopo l'invenzione del processo fotografico del dagherrotipo, inventato da Louis Daguerre.

## Storia

### I primi dagherrotipi di nudi
Agli albori della fotografia (metà Ottocento) i primi nudi femminili, ritratti con il metodo di Daguerre, erano indirizzati prevalentemente ai pittori, i quali erano i principali committenti, in modo da riprodurre la figura umana senza aver bisogno di una modella presente. I primi fotografi erano ex pittori, tra cui Auguste Belloc, Felix Jacques Antoine Moulin, Eugène Durieu e Vallou de Villeneuve. I primi ritratti di nudo femminile, volendo imitare la pittura accademica, seguivano i canoni del neoclassicismo.
Nella seconda metà dell'Ottocento in Francia apparirono le prime cartoline con nudi femminili. La circolazione di queste cartoline fu al centro di molte controversie e in molti paesi vennero censurate. Nei paesi anglosassoni per definire le fotografie di nudi femminili si usava l'eufemismo "French Postcard".

### Le cartoline postali

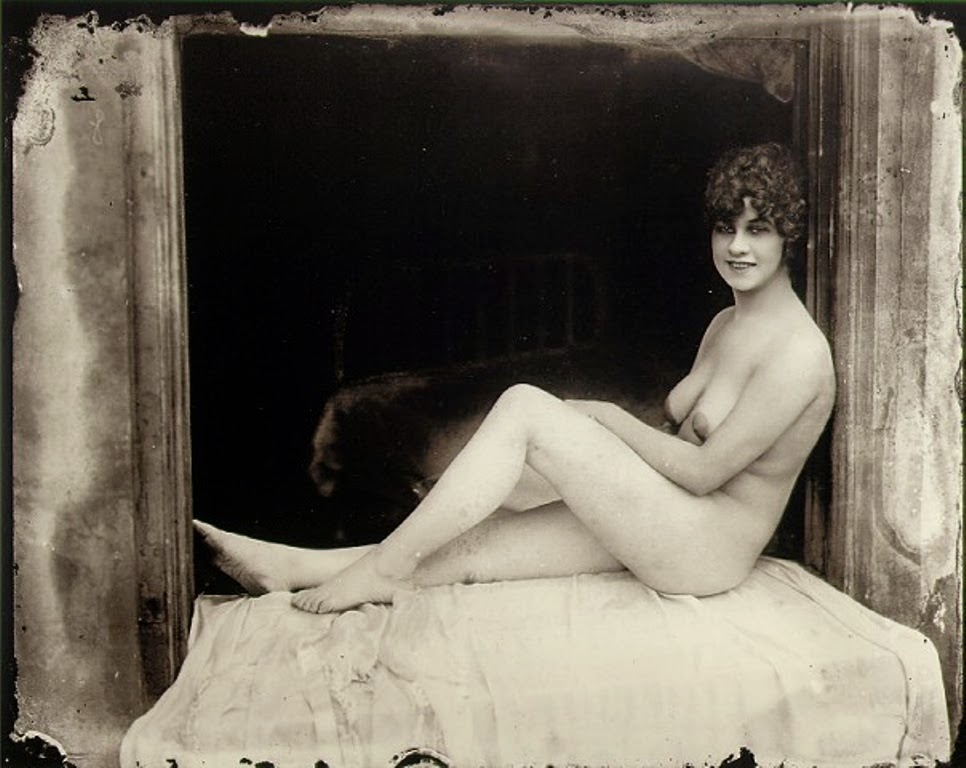
Nudo femminile di Ernest Joseph Bellocq del 1920

Agli inizi del Novecento le macchine da presa videro un costante miglioramento tecnologico, ivi compresa l'invenzione delle 35 mm a parte di Oskar Barnack. Con la comparsa delle macchine fotografiche compatte, divenne più facile ritrarre il nudo anche in spazi pubblici, come parchi. I fotografi più noti dei primi decenni del Novecento furono Ernest Joseph Bellocq, Julian Mandel e Arundel Holmes Nicholls. Il fotografo statunitense John Ernest Joseph Bellocq è ricordato per aver fotografato le prostitute di New Orleans. Contrariamente ai nudi femminili dell'epoca, sempre ritratti in posizione goffa, i nudi di Bellocq si caratterizzarono per essere in una posizione più realistica e rilassata. Il tedesco Julian Mandel diventò famoso per le sue fotografie di forme femminili ritratte in spazi aperti. Un altro fotografo che ritrasse le figure femminili all'aperto fu Arundel Holmes Nicholls.

### Il nudo femminile come arte
Nel primo Novecento, con l'affermazione dei movimenti artistici come le Avanguardie, il Surrealismo e il Dadaismo, il nudo femminile in fotografia divenne come una forma d'arte. Tra i più celebri fotografi del primo Novecento negli Stati Uniti si può menzionare Edward Weston, Imogen Cunningham e Man Ray. I nudi femminili di Weston e Cunningham venivano ritratti in forme geometriche. Weston ritraeva i nudi femminili senza mostrare il viso. Cunningham, ad esempio nella Venus de Milo, ritraeva il corpo nudo tenendo fuori dall'immagine gli arti. I fotogrammi di Man Ray rappresentavano torsi nudi.
Le fotografie di nudo femminile in Europa nel periodo tra le due guerre furono molto varie nel stile. Alcuni fotografi continuavano con le forme del pittorialismo per evitare le suggestioni sessuali. Tuttavia ci fu chi preferì percorrere nuovi approcci e nuove tecniche. František Drtikol cercò di produrre effetti drammatici con pose e oggetti. Erwin Blumenfeld, influenzato dall'opera di Man Ray, creò atmosfere misteriose sui corpi delle donne.
Dopo la seconda guerra mondiale iniziò la sperimentazione di nuove forme per rappresentare il nudo femminile. La fotografia Tommorow's Crucifixion di Horace Roye rappresentò una modella nuda stesa su un crocifisso con addosso solamente una maschera antigas.
Helmut Newton descriveva i suoi nudi femminili come simbolo di libertà. Jan Saudek fotografò donne di ogni età e di ogni forma fisica. Joel Peter Witkin rappresentò i suoi nudi in atmosfere macabre.

### La fotografia glamour

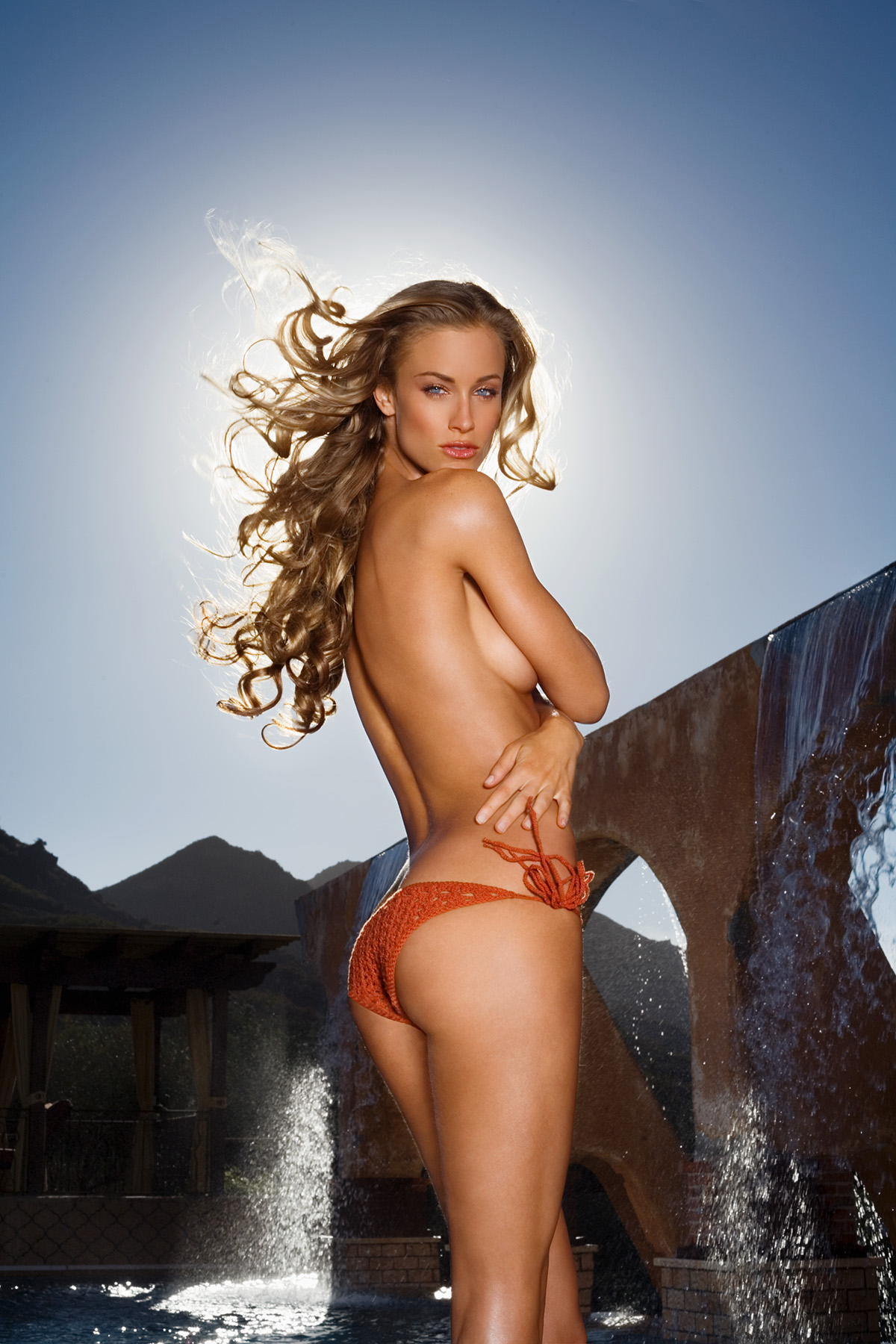
Michele Merkin in una fotografia glamour

Negli anni quaranta venne coniata la parola pin up (dall'inglese "pinned up", cioè puntare su) con cui si indicavano le donne in costume da bagno rappresentate su riviste o calendari.
Nel dicembre del 1953, negli Stati Uniti uscì il primo numero della rivista Playboy, in cui compariva anche Marilyn Monroe. La nuova rivista ebbe un forte successo. Nel gennaio del 1955 Bettie Page divenne la playmate del mese. Negli anni sessanta veniva lanciata un'altra rivista erotica-pornografica: Penthouse. Negli ultimi tre decenni del Novecento la fotografia di nudi femminili divenne più esplicita.

### Internet
Con la diffusione di internet nel Duemila la fotografia di nudo femminile ed erotica ha avuto un forte slancio, poiché iniziarono a costituirsi le prime gallerie e i primi blog dedicati ai nudi femminili come Met-art, Univers d'aristes, Nu expo, Gallery of nudes e altri, e gli stessi fotografi poterono rendere visibili in ogni momento le loro opere.

## Nella cultura lesbica
Nella cultura lesbica, il nudo femminile è stato fin dall'Ottocento uno dei temi della fotografia erotica. Fotografi come Heinz von Perckhammer, David Hamilton, Steve Diet Goedde e Bob Carlos Clarke immortalavano spesso scene erotiche tra donne.